# Jonathan Tiernan-Locke
Jonathan Tiernan-Locke (Plymouth, Inglaterra, 26 de dezembro de 1984) é um ciclista profissional britânico.

## Biografia
Os seus inícios no ciclismo foram com uma bicicleta de montanha aos 15 anos, iniciando-se no ciclismo de estrada aos 18.
Em 2011 ganhou a classificação da montanha na Volta à Grã-Bretanha, na que terminou em quinta posição da classificação geral.
Em 2012 alinha pela Endura Racing. Tiernan-Locke teve uma estelar actuação no Tour do Mediterrâneo, onde se adjudicou a primeira e a última etapa, e graças a isso, a classificação geral e a classificação por pontos. Na Volta a Múrcia acabou segundo da geral por trás do colombiano Nairo Quintana. Neste mesmo ano faz-se com a classificação geral da Volta à Grã-Bretanha.
Depois de uma proveitosa temporada na que finaliza 3º no UCI Europe Tour, confirma o contrato pela Sky Procycling, no que correu durante uma temporada.
Em 2013 foi suspenso por irregularidades no seu passaporte biológico já que segundo os experientes que analisam os dados dos resultados teria recorrido ao doping para melhorar um rendimento. Estas irregularidades sucederam na temporada de 2012 quando corria com o Endura Racing e até setembro da seguinte temporada não saíram os resultados anómalos. A equipa Team Sky afastou-o da competição ao seu corredor até que o caso se aclare.
Finalmente foi suspenso por dois anos a contar de 1 de janeiro de 2014 até 31 de dezembro de 2015. Ademais se lhe despojou do seu triunfo na Volta à Grã-Bretanha e da sua classificação no Mundial de Valkenburg, um 19º posto. A equipa Team Sky despediu-o finalmente da sua estrutura.

## Palmarés
2010
- 1 etapa do An Post Rás

2011
- 1 etapa da Volta a Leão

2012
- Tour do Mediterrâneo, mais 2 etapas
- Tour de Haut-Var, mais 1 etapa
- Tour de Alsacia, mais 2 etapas
- Volta à Grã-Bretanha

## Equipas
- Plowman Craven-Madison (2009)
- Rapha Condor-Sharp (2010-2011)
- Endura Racing (2012)
- Sky Procycling (2013)